# Palazzo Eni
Palazzo Eni (também Palazzo ENI) é um arranha-céu corporativo em Roma, Itália. Ele tem 85,5 metros de altura e 22 andares. Por volta de 2015, ainda era o terceiro edifício mais alto da cidade, depois da Torre Eurosky e Torre Europarco. Ela fica no distrito de Roma EUR e é onde se localiza a sede a ENI, uma multinacional italiana de petróleo e gás.
O edifício foi um dos símbolos da "Roma econômica", sendo construído entre 1959 e 1962, sendo projeto dos arquitetos Marco Bacigalupo e Ugo Ratti, com estrutura dos engenheiros Leo Finzi e Edoardo Nova.

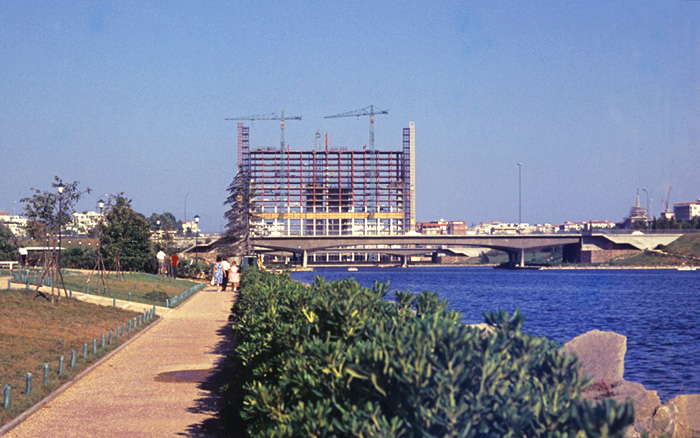
O Palazzo em construção, junho de 1961
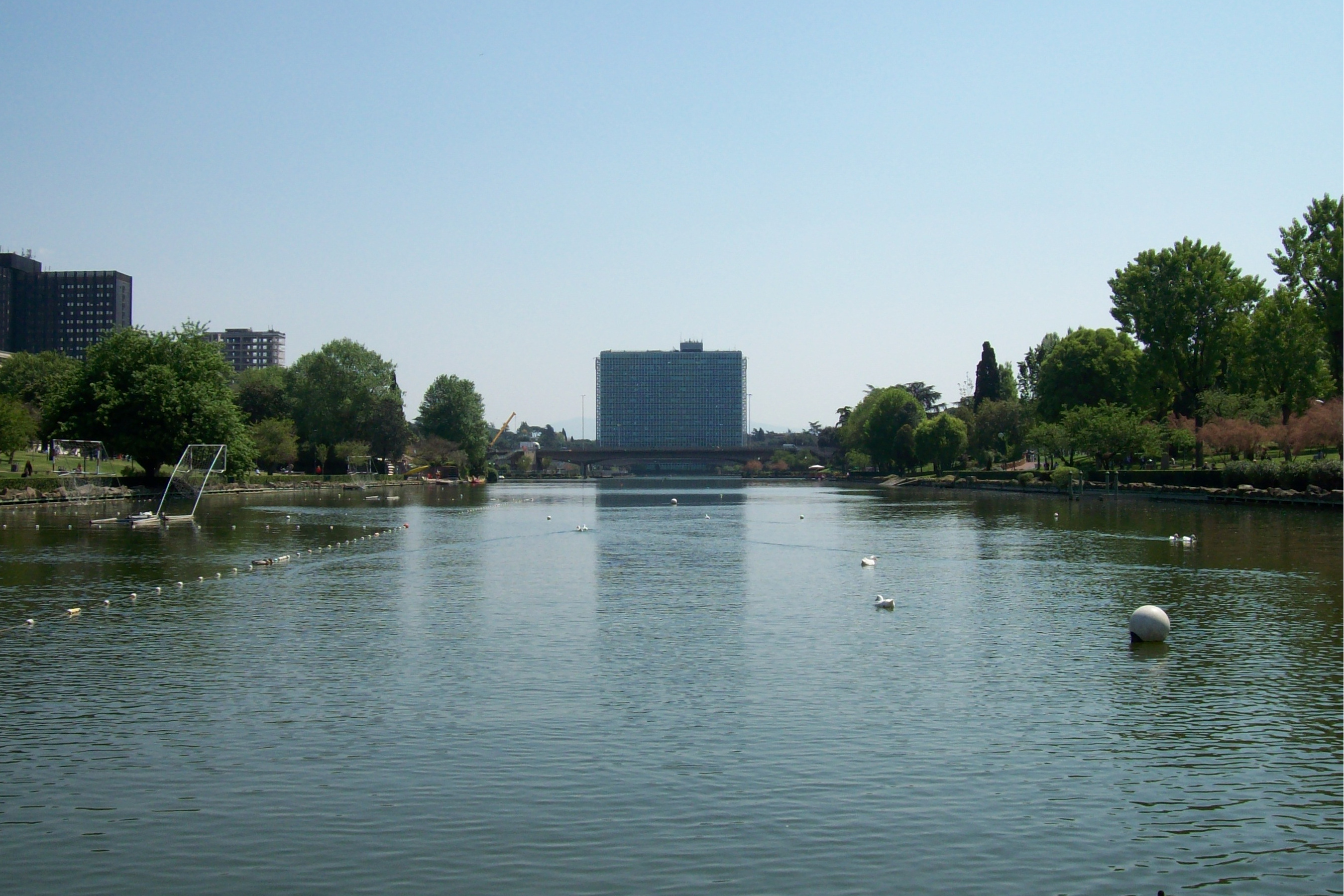
O palazzo ao fundo do lago da EUR
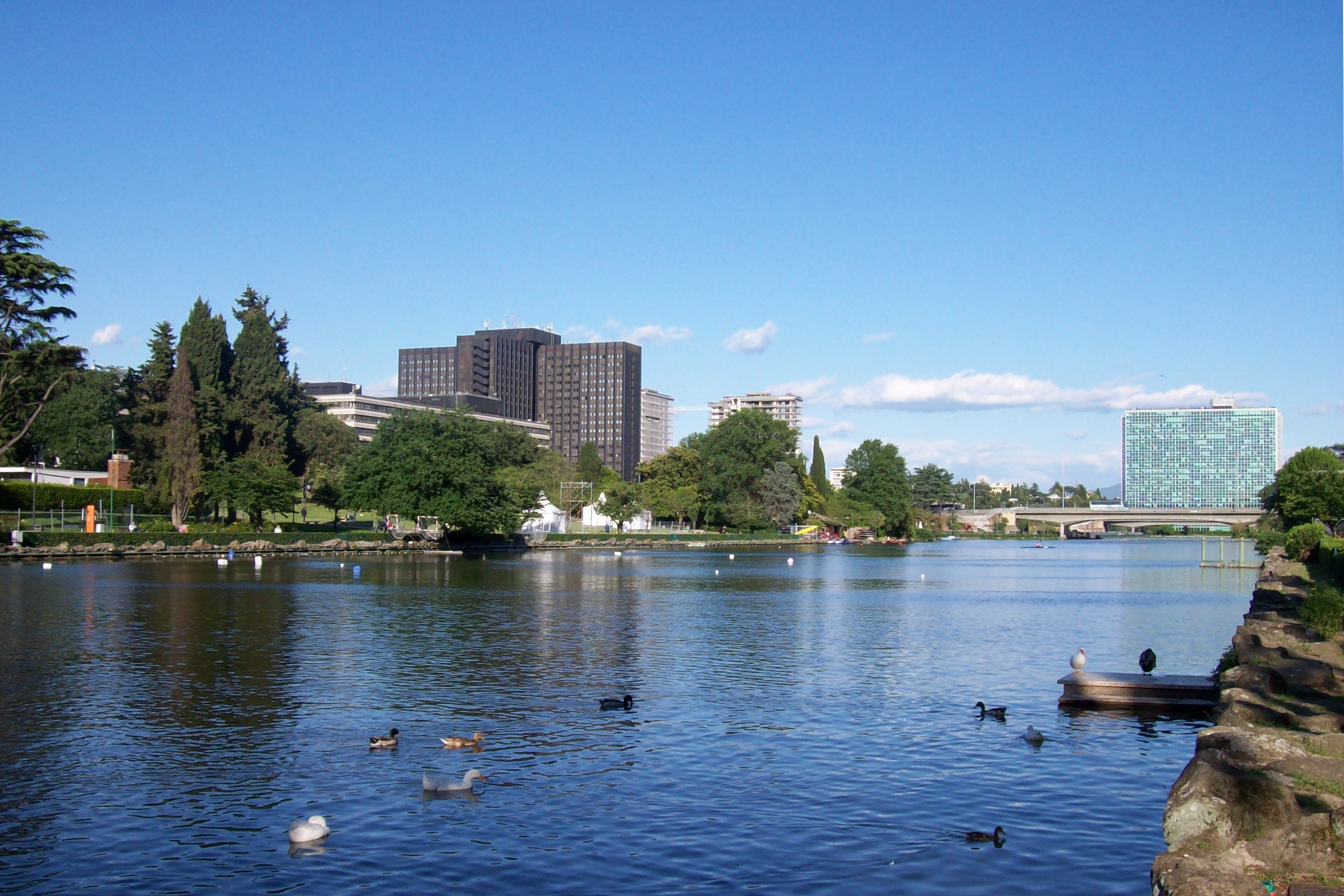
Posicionamento do edifício com relação aos demais na região
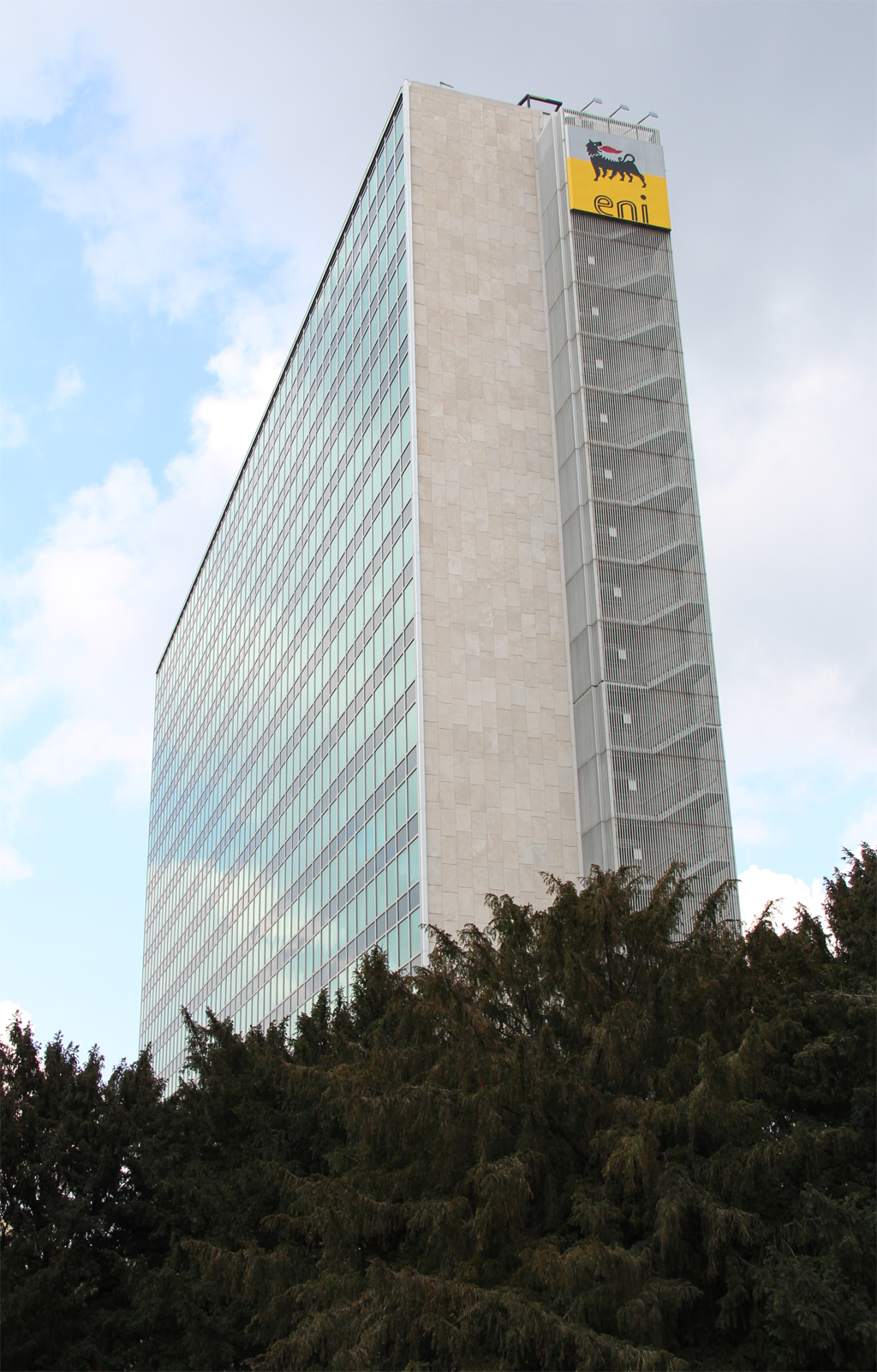
O palazzo ENI visto de baixo